# Waka/Jawaka
Waka/Jawaka – piętnasty album Franka Zappy, jak już wskazuje sama okładka płyty – jest kontynuacją wydanego w 1969 Hot Rats, zawiera wiele elementów jazzu.

## Lista utworów
Wszystkie utwory autorstwa Franka Zappy.

### Strona 1
1. "Big Swifty" – 17:22

### Strona 2
1. "Your Mouth" – 3:12
2. "It Just Might Be a One-Shot Deal" – 4:16
3. "Waka/Jawaka" – 11:18

## Pozycje na listach
| Rok  | Lista                  | Pozycja |
| ---- | ---------------------- | ------- |
| 1972 | Pop Albums (Billboard) | 152     |